# Glaucus atlanticus
Glaucus atlanticus (thường được biết tới như thiên thần xanh (blue angel), rồng xanh (blue dragon), sên biển xanh) là một loài sên biển kích thước nhỏ trong họ Glaucidae. Nó có liên quan chặt chẽ với Glaucus marginatus, mà đôi khi được bao gồm trong Glaucus.

## Đặc điểm

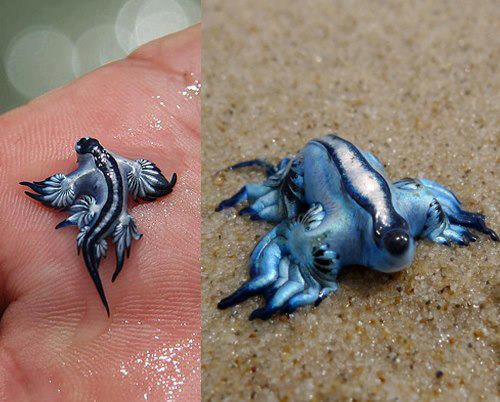
sên biển xanh là một trong những thành viên nhỏ nhất của họ của nó, Glaucidae

Trong tự nhiên, Glaucus atlanticus có thể lớn tới chiều dài 3 xentimét (1,2 in). Nó có màu xám bạc trên mặt lưng của nó và mặt bụng xanh nhạt hay đậm. Nó có sọc màu xanh đậm trên đầu của nó. Nó có một cơ thể thon mà dẹt và có sáu phần phụ có nhánh tỏa ra, và cerata giống ngón tay.
Dải răng kitin (radula) của loài này mang răng cưa.

## Phân bố và môi trường sống
Loài thân mềm này sống ngoài khơi, và xuất hiện khắp các đại dương trên thế giới, tại vùng biển ôn đới và nhiệt đới. Khu vực mà loài sên này được tìm thấy bao gồm bờ biển phía đông và nam của Nam Phi, vùng biển châu Âu, bờ biển phía đông của Úc và Mozambique.

## Đọc điểm
- Valdés, Ágel (tháng 11 năm 2004). "Systematics of Pelagic Aeolid Nudibranchs Of The Family Glaucidae (Mollusca, Gastropoda)". Bulletin of Marine Science. Quyển 75 số 3. Orso Angulo Campillo. tr. 381–389. Truy cập ngày 4 tháng 3 năm 2008.